# Ruta de las Fortalezas
La Ruta de las Fortalezas es una competición de atletismo celebrada anualmente en torno al mes de abril en el municipio de Cartagena (Región de Murcia) desde 2010, organizada conjuntamente por el Ayuntamiento de Cartagena y la Armada Española. El evento debe su nombre a que su recorrido de 53 km a través de las montañas incluye varios de los castillos y baterías que protegían el acceso a la base naval de la ciudad.
Mediante el reparto de dorsales, la competición establece un número fijo de corredores, 3750, y desde 2015 ofrece también una modalidad más extensa, la Ultrafortalezas Trail, con 111 km.
En 2020, la pandemia de enfermedad por coronavirus en España obligó a que la organización anunciase que la undécima edición, programada originalmente para el 28 de marzo, sería pospuesta al 24 de octubre.